# هاينكل ليرشي
هينكل ليرش كان اسم مجموعة من الدراسات والمشاريع التي أجرتها شركة الطائرات الألمانية هاينكل بين عامي 1944 و1945 لطائرة مقاتلة VTOL وطائرة هجوم أرضي.
كان تصميم ليرش مستقبلياً للطائرة ذات الأجنحة المنحرفة. حيث أنها تقلع وتهبط من خلال ذيلها السفلي، وتطير أفقيا مثل الطائرة التقليدية. كان وضعية الطيار هي من خلال الاستلقاء على بطنه. يتم تشغيلها بواسطة مروحتين تدوران في اتجاهين متعاكسين، والتي كانت موجودة داخل جناح حلقي على شكل دونات ذي تسعة جوانب.
تم بدء تطوير التصميم عام 1944 وانتهى في مارس 1945. كانت مبادئ عمل الديناميكية الهوائية للجناح الحلقي سليمة بشكل أساسي،[بحاجة لمصدر] لكن المقترح واجه مجموعة من مشاكل التصنيع والتحكم غير المحلولة والتي كانت ستجعل المشروع غير عملي، حتى مع النقص المادي في ألمانيا النازية في أواخر الحرب.

## المواصفات (LercheII)
الأرقام أدناه هي لخطة "ليرشي الثانية" المؤرخة في 25 فبراير 1945.
- الطاقم: 1
- الطول: 9.4 متر
- طول الأجنحة: 4 متر
- مساحة الجناح: 12متر مربع
- الوزن وهي فارغة: 4500 كيلوجرام
- الوزن الإجمالي: 5600 كيلوجرام
- وحدة الطاقة: محركان دايملر بنز دي بي 605 ذو مكبس حاقن الوقود المباشر المبرد بالسائل، بقوة 2000 حصان.

الأداء:
- أعلى سرعة: 800 كيلومتر في الساعة.
- سرعة الطيران: 553 كيلومتر في الساعة.
- في سبييدس: 1282 كيلومتر في الساعة.
- أقصى أرتفاع: 14300 متر.
- معدل الصعود: 50 متر بالساعة.

التسليح:
- الأسلحة: مدفعان من طراز مدفع أم كيه 108
- الصواريخ: 3 صواريخ من طراز روهرستاهل X-4